# Малюшкевич Костянтин Сергійович
Архієпископ Костянтин (Малюшкевич) (за паспортом Малюшкевич Костянтин Сергійович; (нар. 2 лютого 1890, Жилинці Волинська губернія — після 1937) — архієрей Української Автокефальної Православної Церкви (1919-1937); єпископ Уманський, єпископ Катеринославський, архієпископ Київський, вікарій Митрополита Василя (Липківського). Заступник Голови Президії Всеукраїнської Православної Церковної Ради. Після ліквідації УАПЦ — спеціальний єпархіяльний представник Всеукраїнського церковного тимчасового організаційного комітету у Чернігівській та Волинській окрузі (1930). Жертва окупаційного комуністичного терору. 

## Біографія
Народився у родині православного священика, клірика Відомства православного сповідання Російської імперії. Одна з сестер майбутнього владики Костянтина, Олімпіада, вийшла заміж за православного священика з міста Ізяслав.
Закінчив Волинську духовну семінарію в місті Кременець, згодом — Житомирську у 1912-му, а 1916-го і Київську духовну академію РПЦ.
Висвячений на священика 1915. З 1916 — вчитель Закону Божого у школах міста Умань, зокрема в місцевій гімназії. З постанням УНР 1917, голова Уманської учительської спілки.
Вже після окупації УНР, у серпні 1921, отець Костянтин Малюшкевич організував українську парафію при військовому соборі в Умані та став її настоятелем. Був делегатом Першого Всеукраїнського Православного Церковного Собору УАПЦ 14-30 жовтня 1921.
11 лютого 1922 висвячений на єпископа Уманського УАПЦ отцем-митрополитом Василем (Липківським) та єпископом отцем-єпископом Юхимом (Калішевським).
З 1924 — єпископ Катеринославський УАПЦ, проте за деякий час повернувся до Умані. 

### Робота в колегіяльних органах Церкви та арешт
З вересня 1926 обраний заступником голови "Всеукраїнської комісії по унормуванню життя УАПЦ". А на Великих Покрівських Зборах ВПЦР того ж року став заступником Голови Президії ВПЦР.
У жовтні 1927 обраний другим заступником митрополита Київського і всієї України, у грудні того ж року очолив Київську єпархію.
На початку 1926 влада безпідставно затримала єпископа Костянтина (Малюшкевича) в Харкові і протримала у в'язниці півтора місяці.
У вересні 1927-го церковний собор Київської округи обрав Костянтина (Малюшкевича) архієпископом Київським, вікарієм митрополита, замінивши Нестора Шараївського. Ймовірно архієпископ у той час очолював і Уманську єпархію.
Під час II Всеукраїнського Православного Церковного Собору УАПЦ 1927 року архієпископа Костянтина обрали митрополитом УАПЦ, проте він відмовився від нового сану, зате погодився бути першим заступником.
Тотальні репресії проти УАПЦ поновились 1929 року. Тоді архієпископ взяв участь як секретар у зрежисованому окупаційною  владою засіданні Всеукраїнської православної церковної ради на чолі з митрополитом Миколою (Борецьким), де вирішено організувати перший «надзвичайний» собор УАПЦ.
У цьому псевдособорі, що відбувся в січні 1930-го (влада змусила УАПЦ до самоліквідації), брав участь і архієпископ Костянтин.
Архієпископ Костянтин після цієї події не полишив релігійної діяльності — Всеукраїнський церковний тимчасовий організаційний комітет (ВУЦТОК), який тут же очолив рух за відновлення української православної церкви, у липні 1930-го призначив архієпископа спеціальним представником (згодом єпархіальним представником) у Чернігівській і Волинській округах. 5 вересня 1930-го разом із протоієреєм К. Бутвиненком архієпископ Костянтин розпорядився передати Бібліотеку УАПЦ до Харкова, а згодом — розподілити по єпархіях знятої з реєстрації Церкви. У листопаді ВУЦТОК призначив Високопреосвященнійшого Костянтина (Малюшкевича) єпископом Київським УПЦ, уповноважив його для проведення єпархіальних зборів у Київській і Уманській округах. 9 грудня 1930 року Костянтин (Малюшкевич) мав брати участь у соборі відновленої УПЦ від ВУЦТОК та висвітлювати найважливішу тему — канони і накази відновленої церкви.
Згодом росіяни двічі заарештовували єпископа в Києві (1931 і 1932-го) за «контрреволюційну діяльність» і позбавили права провадити богослужіння. Також влада заборонила єпископу полишати Київ.
Внаслідок тиску режиму 1934 єпископ відійшов від активної церковної діяльності. Змушений був працювати бухгалтером, у мотофлоті Міськкомгоспу, водночас підробляв на життя палітурником.
1937 єпископа заарештували органи НКВД і 15 вересня Трійка НКВД СССР у Київської області засудила Малюшкевича до розстрілу. Однак, як стверджує родина, вирок замінили ув'язненням у концтаборах ГУЛАГ. Проте про цей період життя і смерть владики Малюшкевича досі нічого не відомо.

## Сім'я
Відомо, що дружину Костянтина (Малюшкевича) звали Катерина. Дітей у сім'ї не було.